# Félix Scolatti Almeyda
Félix Scolatti Almeyda (Milà, Regne d'Itàlia, 3 d'octubre de 1891 - Florencio Varela, Buenos Aires, República Argentina, 27 d'agost de 1964) fou un compositor, director d'orquestra i folklorista italià instal·lat a l'Argentina.
Estudià al conservatori de la seva ciutat natal, i després passà a la República Argentina, on fou director d'orquestra del teatre Apolo de Buenos Aires, en el que hi havia ingressat com a concertista el 1916. Posteriorment fou nomenat professor de Música del Col·legi Nacional i director de l'Acadèmia Argentina de Belles Arts del Mar del Plata. El 1916 estrenà A Buenos Aires la seva primera obra, amb llibret de Schaefer Gallo i després continuà produint amb èxit fins a vint obres en col·laboració amb Fontanella, Depaoli, Weisbach, Botta, Luque Lobos, Ballerini, Roberto Bueno, Compiani, Maroni i Giudice.